# 2008年夏季奥林匹克运动会巴勒斯坦代表团
2008年夏季奥林匹克运动会巴勒斯坦代表团参加2008年8月8日至24日在中国北京主办的第29届夏季奥运。代表团包括4位参赛者，分別參與兩個項目。

## 田径
- Nader Masri
- Ghadeer Ghuruf

## 游泳
- Hamse Abdouh
- Zakiya Nassar